# Problems?
Problems? är ett finländskt punkband, uppbyggt kring Tumppi Varonen, som i många år har spelat med punkpionjären Pelle Miljoona. Bandet grundades i slutet av 1970-talet och slog igenom med låten "Ei tää lama päähän käy" (ung. "den här ekonomiska depressionen blir man inte full/deppig av". Dess mest kända låt är "Katupoikia" (gatpojkar), från bandets debutalbum Katupoikien Laulu (Gatpojkarnas sång). Under vissa perioder har gruppen uppträtt under namnet Tumppi Varonen & Problems.

## Medlemmar
Problems? medlemmar har bytts ut i snabb takt, nedan de mest kända uppsättningarna.

### Katupoikia-skivan
- Tumppi Varonen - sång
- Stefan Piesnack - gitarr
- Jarmo Halttunen - bas
- Timo Wahlberg - trummor
- Rubberduck Jones - gitarr

### Yleisön pyynnöstä-skivan
- Tumppi Varonen - sång
- Stefan Piesnack - gitarr
- T.B. Widow - bas
- Affe Forsman - trummor

### Takaisin luontoon-skivan
- Tumppi Varonen - sång, gitarr
- Stefan Piesnack - gitarr
- Jukka Kylli - trummor
- Jarmo Halttunen - bas

### Nuvarande uppsättning
- Tumppi Varonen - sång, gitarr
- Ripa Schiray - gitarr
- Jimi Sero - bas
- Kimmo Kosenius - trummor

## Diskografi

### Singlar
- Ei tää lama päähän käy / Häirikkö oon (1978)
- Tapan Aikaa / Tahdomme tilaa (1979)
- Katupoikien laulu / Lännen mies (1980)
- Maanantaina / Me (1980)
- Itkevä huilu // Jam Jam Jumps / Ikkuna rock (1981, Tumppi Varonen & Problems?)
- Älä tuu tilittään / Liukas juttu (1982, Tumppi Varonen & Problems?)
- Tänään täytyy mennä tosi lujaa / Kuu (1982)
- Kengitäppä poika / Sen yön vibat (1982)
- Mun tie / Pieleen mennyt ilta (1983, Tumppi & Problems?)
- Sattuma / Fiiliksellä mukaan (1983)
- Junalaulu / Rock'n'Roll on... (1986)
- Tänään / Kankkunen (1992)
- Ei koskaan / Pelastusarmeija (1998)
- Zombie / Hani-Hani (1999)
- Tragediaa / 70 luvulle / Joskus jossain (2000, Tumppi Varonen & Problems)
- Diggaan (2006, Tumppi & Problems)

### Album
- Katupoikia (1980, Problems?)
- Yleisön pyynnöstä (1981, Problems?)
- Kaupungin valot (1982, Tumppi Varonen & Problems?)
- Tupakkatauon jälkeen (1986, Problems)
- Diivaillen (1992, Problems?)
- Niin että riittää... (1998, Problems)
- Reaaliajassa (1999, Problems)
- Takaisin luontoon (2003, Tumppi Varonen & Problems?)
- Ajan hermo (CD/DVD) (2006, Tumppi & Problems?)
- Haluisitko tietää (2008)

### Samlingar
- Punk-House (1995, Problems?)
- Tästä tähän (2001, Tumppi Varonen & Problems)